# فرودگاه شهید مدرس
فرودگاه شهید مدرس یک فرودگاه در دست ساخت و مطالعه در شادمهر، استان خراسان رضوی است که سال ۸۷ بود که کلنگ ساخت آن از مصوبات سفر هیئت دولت به خراسان رضوی با حضور غلامحسین محسنی اژه‌ای که وزارت اطلاعات را در دست داشت در زمینی به مساحت ۵۴۰ هکتار در منطقه‌ای بین مه‌ولات در ۲۰ کیلومتری تربت حیدریه و ۴۰ کیلومتری کاشمر در مرکزیت ۱۰ شهرستان جنوبی خراسان رضوی به زمین زده شد و بعد از مدتی تابلوی آن در محور سه‌راهی شادمهر به کاشمر نصب شد.